# Federacja Polskich Związków Obrońców Ojczyzny
Federacja Polskich Związków Obrońców Ojczyzny powstała 9 lutego 1928 r., zrzeszała na zasadach federacyjnych związki byłych wojskowych i rezerwistów. Działała do 1939 roku. Zrzeszała 34 organizacje kombatanckie, liczące ok. 600 tys. członków. Wchodziła w skład Federacji Międzysojuszniczej Byłych Kombatantów (Fédération Interallié des Anciens Combattants – FIDAC).
Godłem Federacji jest biała swastyka zatwierdzona rozkazem MSWojsk. nr 24, poz. 285 z roku 1929. Komenda Główna mieści się w Krakowie. Po delegalizacji przez władze Polski Ludowej w 1947 roku Federacja działała w konspiracji. Przywrócenie wpisu do rejestru stowarzyszeń nastąpiło w 1990 roku.
Głównym celem Federacji było szkolenie wojskowe członków, ponadto patriotyczne oddziaływanie na młode pokolenie poprzez współpracę z organizacjami przysposobienia wojskowego oraz opieka nad rozwojem wchodzących w jej skład związków. Wydawała dwutygodnik "Naród i Wojsko" powstały z przekształcenia wcześniejszego "Biuletynu Federacji Polskich Związków Obrońców Ojczyzny".
Zarząd główny FPZOO mieścił się do 1939 przy ul. Nowy Świat 35 w Warszawie.

## Komendanci Główni Federacji
- 1928–1939: gen. dr Roman Górecki[1], legionista.
- grudzień 1946 – grudzień 1974: por. dr Stanisław Korczyński, legionista, od 1939 r. działał jako Komendant Główny na Kraj[potrzebny przypis].
- grudzień 1974 – listopad 1993: gen. Edmund Mieczysław Jastrzębiec - Strużanowski, legionista[potrzebny przypis].
- luty 1994 - październik 1996: płk dr Bronisław hr. Lubieniecki, 3 pułk strzelców konnych, od listopada 1993 r. p.o. Komendanta[potrzebny przypis].
- październik 1996 – październik 2006: płk Jan Kućmierczyk, 9 pułk ułanów małopolskich, 106 DP AK[potrzebny przypis].
- od 12 grudnia 2008: kpt. Krystian A. Waksmundzki, Członek Honorowy Federacji, od października 2006 p.o. Komendanta[potrzebny przypis].